# Декстер, Розмари
Розмари Декстер (итал. Rosemary Dexter; 19 июля 1944, Кветта, Британская Индия — 8 сентября 2010, Реканати, Марке) — итальянская актриса пакистанского происхождения.

## Жизнь и карьера
Её отец был англичанином, мать имела бирманские корни. В конце 1950-х годов с родителями переехала в Европу и осела в Риме. На красивую молодую брюнетку с необычной восточной внешностью обратили внимание кинематографисты. Дебютировала в фантастической комедии Уго Грегоретти «Омикрон» (Лючия, 1963). Исполнила роль Джульетты в экранизации пьесы Шекспира «Ромео и Джульетта» (1964, реж. Рикардо Фреда). Играла в фильмах известных режиссёров — Марио Моничелли, Серджо Леоне, Луиджи Коменчини, Руджеро Деодато, Хесуса Франко. С 1963 по 1976 годы сыграла 35 ролей в кино. После 1976 года в кино не снималась.

## Избранная фильмография
- Омикрон (1963)
- Мужчина компаньон (1964)
- Летние желания (1964)
- Казанова 70 (1965)
- На несколько долларов больше (1965)
- Максимальное давление (1965)
- Человек наполовину (1966)
- Ради любви... Ради магии (1967)
- Грязные разбойники (1967)
- Башмаки рыбака (1968)
- Жюстина, или Несчастья добродетели (1969)
- Насилие под солнцем (1969)
- Мой Мао: Заботы и приключения западной молодёжи на пути внедрения порока в Китае (1970)
- Глаз в лабиринте (1972)
- Семь часов насилия (1973)
- Несовершеннолетняя (1974)
- Боже мой, как низко я пала! (1974)
- Цепи (1974)